# Kwaiailk jezik
Kwaiailk jezik (ISO 639-3: cjh; upper chehalis, gornji chehalis), danas izumrli jezik porodice salishan, koji se govorio južno od Puget Sounda u Washingtonu.
Etničkih Gornjih Chehalisa ili Kwaiailka godine 1977. (SIL) bilo je oko 200, ali oni danas govore engleski; bilo je svega 2 govornika (1990 M.D. Kinkade and 1990 popis). Ne smije se brkat s jezikom lower chehalis [cea].

## Vanjske poveznice
- Ethnologue (14th)
- Ethnologue (15th)